# Осієцький університет імені Йосипа Юрая Штросмаєра
Осієцький університет імені Йосипа Юрая Штросмаєра (хорв. Sveučilište J. J. Strossmayera u Osijeku) — університет в хорватському місті Осієк. Заснований в 1975 році. В університеті навчається 20 000 студентів (2008); працює 1150 науковців. Ректор університету — Гордана Кралік. Університетська бібліотека має у своїх фондах понад 550 000 томів.

## Історія
Навчання у високих школах має в Осієку довгу традицію. Ще в 1707 та 1724 роках тут були засновані школа філософії та школа богослов'я. У 1959 році в Осієку відкрилася філія економічного факультету Загребського університету. 26 березня 1975 року хорватський парламент ухвалив рішення про заснування в місті Осієк повноцінного університету. Заклад відомий насамперед як педагогічний університет, оскільки він продовжував традицію Осієцької педагогічної академії.
Головний корпус університету був споруджений в 1895 році.
Університет названо на честь католицького теолога й політика Йосипа Юрая Штросмаєра (1815—1905).

## Структура
- Факультет цивільного будівництва, з кафедрами цивільного будівництва, гідротехніки, управління будівництвом
- Факультет електротехніки, з кафедрами електротехніки, зв'язку та інформатики і електротехніки
- Юридичний факультет
- Факультет сільського господарства і тваринництва, з департаментами сільського господарства, землекористування, машинобудування, зоотехніки, екології
- Факультет католицького богослов'я
- Факультет сільськогосподарського машинобудування та харчових технологій, з відділами харчових технологій, харчової інженерії, технології виробничих процесів
- Факультет машинобудування, тут займаються розробками, виробництвом, логістикою, матеріалознавством, інженерними технологіями
- Медичний факультет з кафедрами медико-біології та медицини
- Педагогічний факультет з учительським департаментом
- Факультет філософії, з кафедрами філософії, педагогіки, психології, історії, мови та літератури (хорватистики, германістики, англістики) та інформаційних наук
- Факультет економіки і підприємництва з департаментами регіональне планування та управління, фінанси, маркетинг, управління бізнесом (економіка, комп'ютерні науки, торгівля та логістика)
- Біологічний факультет
- Хімічний факультет
- Математичний факультет
- Фізичний факультет
- Академія мистецтв з відділеннями музики, мистецтва і драми